# NGC 3415
NGC 3415 este o galaxie lenticulară situată în constelația Ursa Mare. A fost descoperită în 15 ianuarie 1788 de către William Herschel.